# Tatsuno Kingo
Tatsuno Kingo (辰野金吾; Karatsu, 13 de octubre de 1854- Tokio, 25 de marzo de 1919) fue un arquitecto japonés conocido por diseñar edificios de estilo occidental como el Banco de Japón (1896) y la estación de Tokio (1914), en el barrio Marunouchi.
Aunque sus primeras obras estaban influenciadas por arquitectos como Íñigo Jones y Christopher Wren, fruto de sus viajes a Europa, edificios más tardíos dentro de su carrera (como la mansión Shibusawa) se influenciaron de Serlio y Ruskin.

## Obras notables

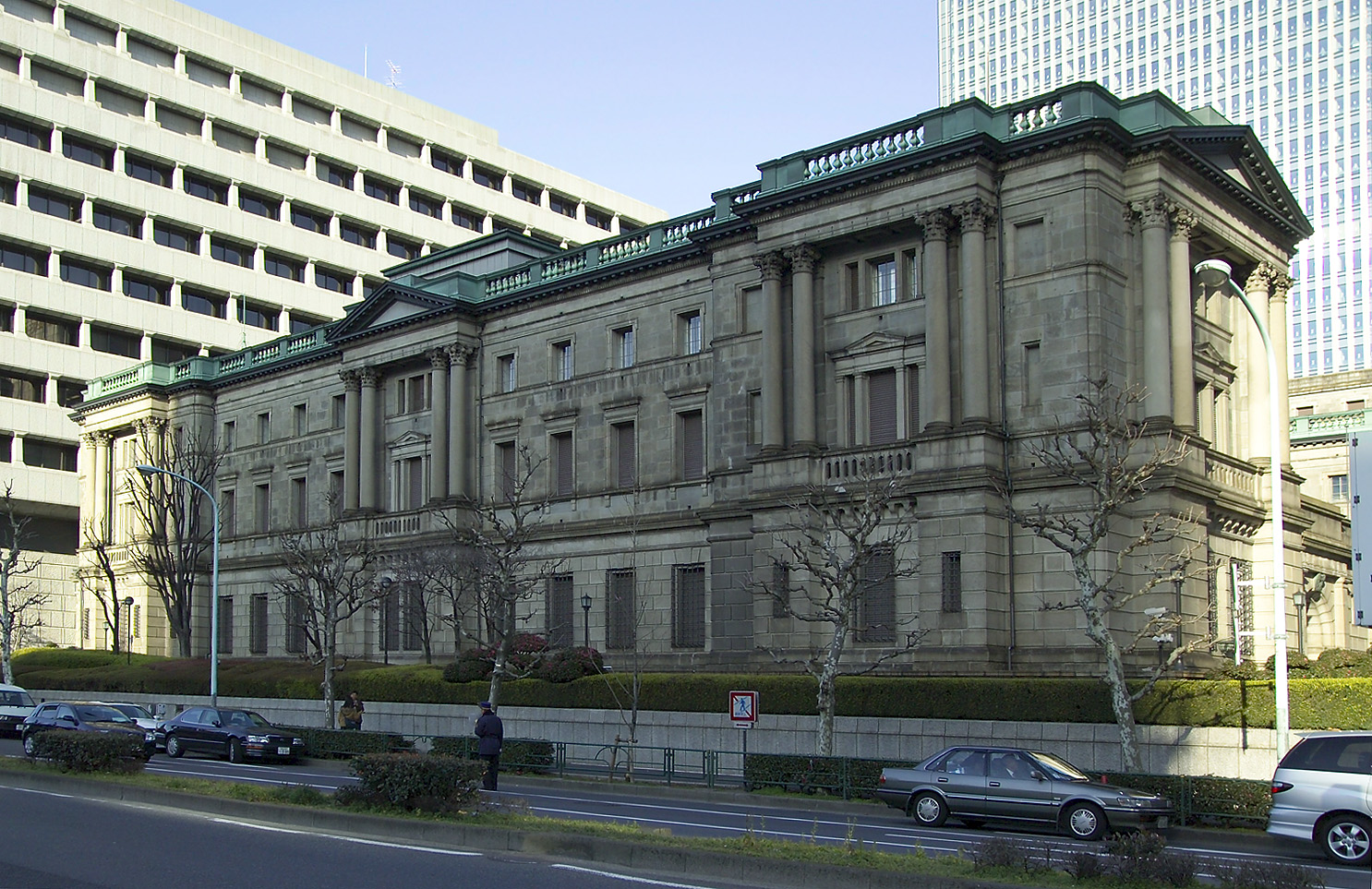
Banco de Japón
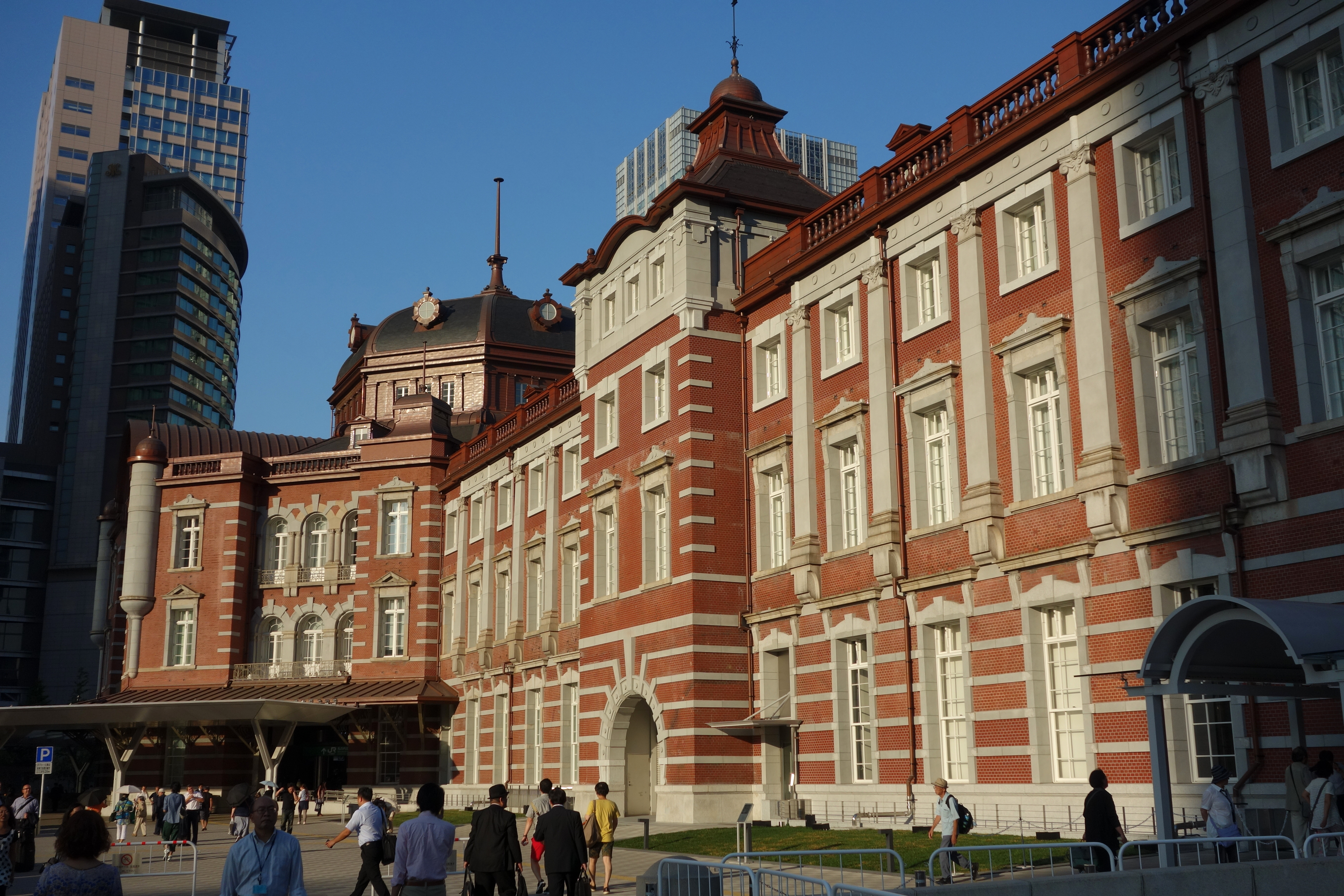
Estación de Tokio
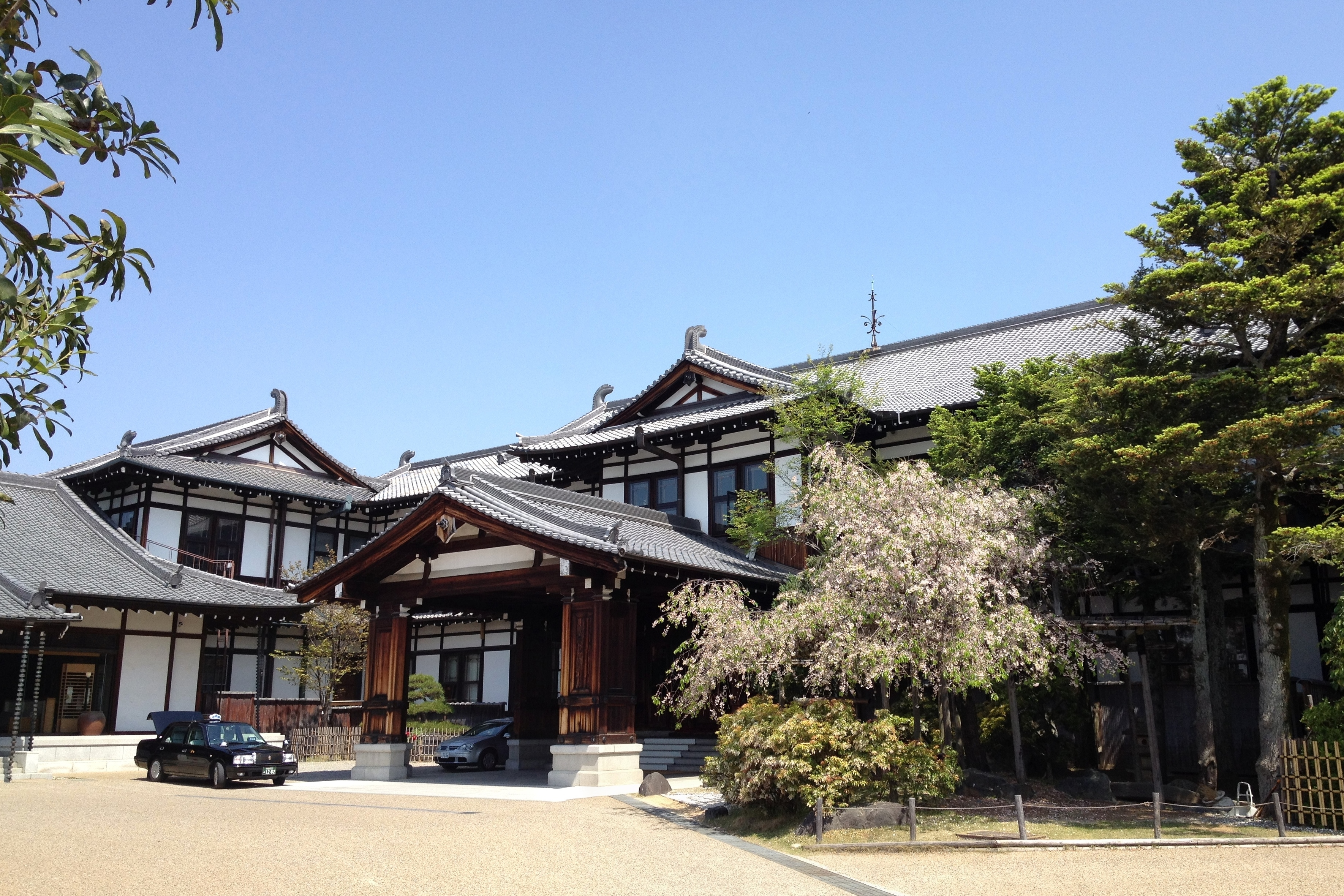
Hotel Nara
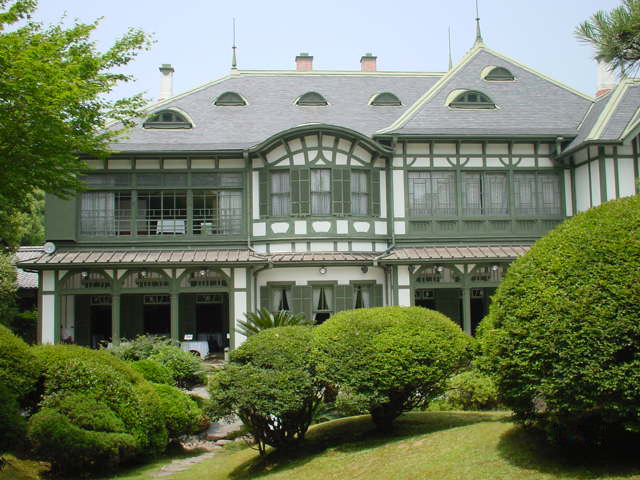
Club industrial del Japón occidental
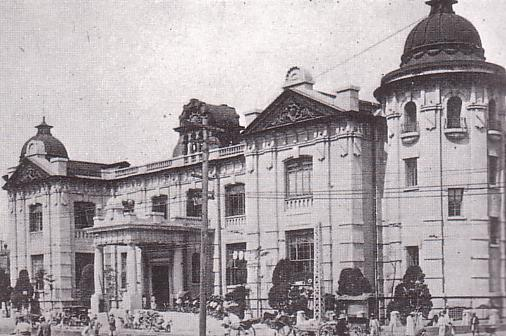
Banco de Chosen (Corea)